# Tuff Bluff
Das Tuff Bluff ist ein markantes Kliff aus hellem, trachytischen Tuffgestein an der Scott-Küste des ostantarktischen Viktorialands. Es ragt am nördlichen Ende der Brown-Halbinsel auf.
Die deskriptive Benennung nahm das New Zealand Antarctic Place-Names Committee im Zuge von Forschungsarbeiten einer von 1964 bis 1965 dauernden gemeinsamen Expedition des New Zealand Geological Survey und der Victoria University of Wellington im Rahmen der Victoria University’s Antarctic Expeditions vor.